# Coops
Coops (ook: Coops Busgers) is de naam van een Nederlands geslacht dat werd opgenomen in het Nederland's Patriciaat.
ç

## Geschiedenis
De oudst bekende voorvader is Hendrik Coops, geboren omstreeks 1610, molenaar te Zelhem, pachter van de windkorenmolen, gerichtsman
1648, vermeld met zijn echtgenote te Zelhem 1646-1666, en overleden voor 10 maart 1669.
In 1947 werden twee geslachten Coops opgenomen in het Nederland's Patriciaat. Later bleek dat deze verwant waren en in de heropname in 1983 konden de twee families herenigd worden en met enkele generaties opgevoerd.

## Enkele telgen
Jan Coops (circa 1635-voor 14 oktober 1685), molenaar, pachter van de windkorenmolen
- Derk Coops (-1735), poorter van Doetinchem pachter van het stadsgemaal 1697-1700, 1706-1710, pachter van de hop- of ketelaccijns en de tapaccijns op de vreemde bieren
  - Jan Derksz. Coops (1702-1779), koopman, gezworene 1759 te Doetinchem
    - Derk Jan Coops (1737-1817), koopman, president gezworenen 1782 te Doetinchem
      - Wolter Derk Janszoon Coops (1764-1847), koopman en zoutzieder, later burgemeester van Doetinchem
        - Herman Hendrik Timotheus Coops (1793-1865), viceadmiraal titulair, commandant van de vlootbasis te Vlissingen, ridder in de Militaire Willems-Orde vierde klasse; trouwde in 1823 met zijn volle nicht Gerharda Mechtelina Coops (1798-1850)

      - Willem Coops D.Jzn. (1772-1850), koopman, kaarsen- en oliefabrikant, leerlooier, wethouder van Stad-Doetinchem, eigenaar steenfabriek IJsselzicht te Wijnbergen
        - Gerharda Mechtelina Coops (1798-1850); trouwde in 1823 met haar volle neef Herman Hendrik Timotheus Coops (1793-1865)
        - Petronella Coops (1800-1842); trouwde in 1828 Jan Schröder (1800-1885), vice-admiraal, ridder in de Militaire Willems-Orde en minister van Marine van Pruisen
        - dr. Derk Jan Coops Busgers (naamswijziging K.B. 17 mei 1830 nr. 104), geneesheer en verloskundige
        - Peter Coops (1804-1855), koopman, steenfabrikant
          - mr. Willem Coops (1834-1886), notaris
            - mr. Willem Coops (1871-1945), letterkundige, grafoloog

          - Johan Marius Coops (1836-1910)
            - Peter Constant Coops (1870-1936), kapitein-ter-zee, directeur van het marine-etablissement te Soerabaja

          - Jan Christian Coops (1838-1906), luitenant-ter-zee van administratie
            - Geertruida Wilhelmina Sophia Coops (1874-1946); trouwde in 1894 met mr. Berthold Justus Daniel Zubli (1866-1945), burgemeester
            - mr. Jacobus Pieter Coops (1875-1957), kantonrechter-plaatsvervanger en lid provinciale staten van Gelderland

          - Margaretha Coops (1842-1875); trouwde in 1874 met Carel Willink Ketjen (1837-1907), kantonrechter-plaatsvervanger en wethouder van Doetinchem

  - Wolter Derksz. Coops (circa 1706-1764), scheepstimmerman
    - Henricus Woltersz. Coops (1749-1809), koopman, zeepzieder, gemeensman, rentmeester, gecommitteerde ten landdage van Gelderland
      - Jan Bernat Coops (1792-1859), koopman, leerlooier en lijmzieder, lid gemeenteraad van Stad-Doetinchem
        - Herman Coops (1821-1892), rijksontvanger
          - Jan Bernat Coops (1862-1946), ontvanger successierechten
            - mr. Johan Adriaan Herman Coops (1894-1937), kantonrechter-plaatsvervanger, lid gemeenteraad en wethouder van Apeldoorn, lid Tweede Kamer der Staten-Generaal
- Jan Coops (-1733), koopman, pachter van het stadsgemaal van Doetinchem 1717, 1726-1732, pachter van de grote accijns
  - Jan Jansz. Coops (1710-1780), koopman, kocht 16 januari 1738 de gortmolen en bakkerij te Doetinchem
    - Jan Coops Jansz. (1741-1815), koopman, meester-bakker te Doetinchem
      - Antonij Coops (1782-1851), brood- en banketbakker
        - Jan Coops (1816-1878), banketbakker, confiseur te Amsterdam
          - Jan Coops (1854-1938), tabaks- en sigarenfabrikant te Amsterdam
            - prof. dr. ir. Jan Coops (1894-1969),  hoogleraar scheikunde en directeur van het scheikundig laboratorium van de Vrije Universiteit

        - Fredrik Coops (1833-1886), banketbakker te Doesburg, sinds 1877 te Amsterdam
          - Bertus Coops (1874-1966), burgemeester van Bandoeng in Nederlands-Indië, president-curator Technische Hoogeschool te Bandoeng

## Afbeeldingen

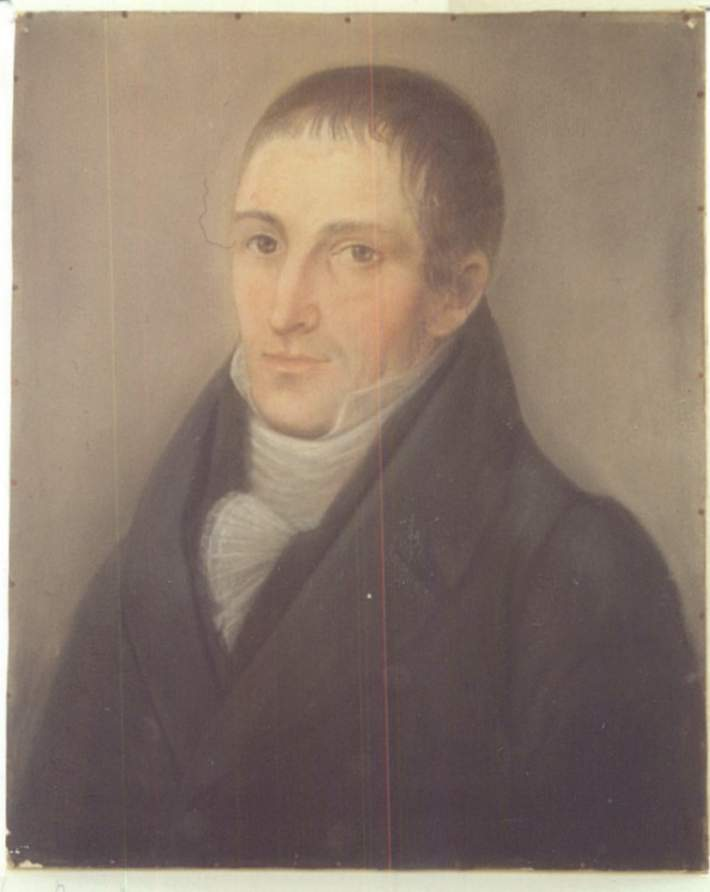
Wolter Derk Janszoon Coops (1764-1847), burgemeester van Doetinchem
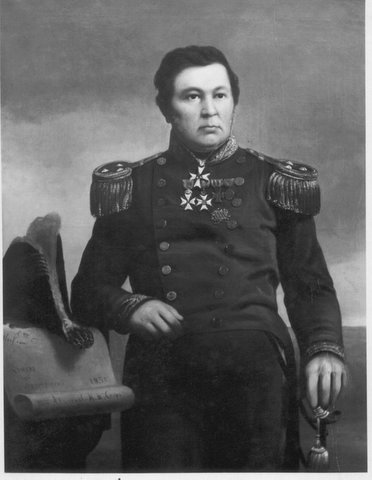
Herman Hendrik Timotheus Coops (1793-1865), viceadmiraal
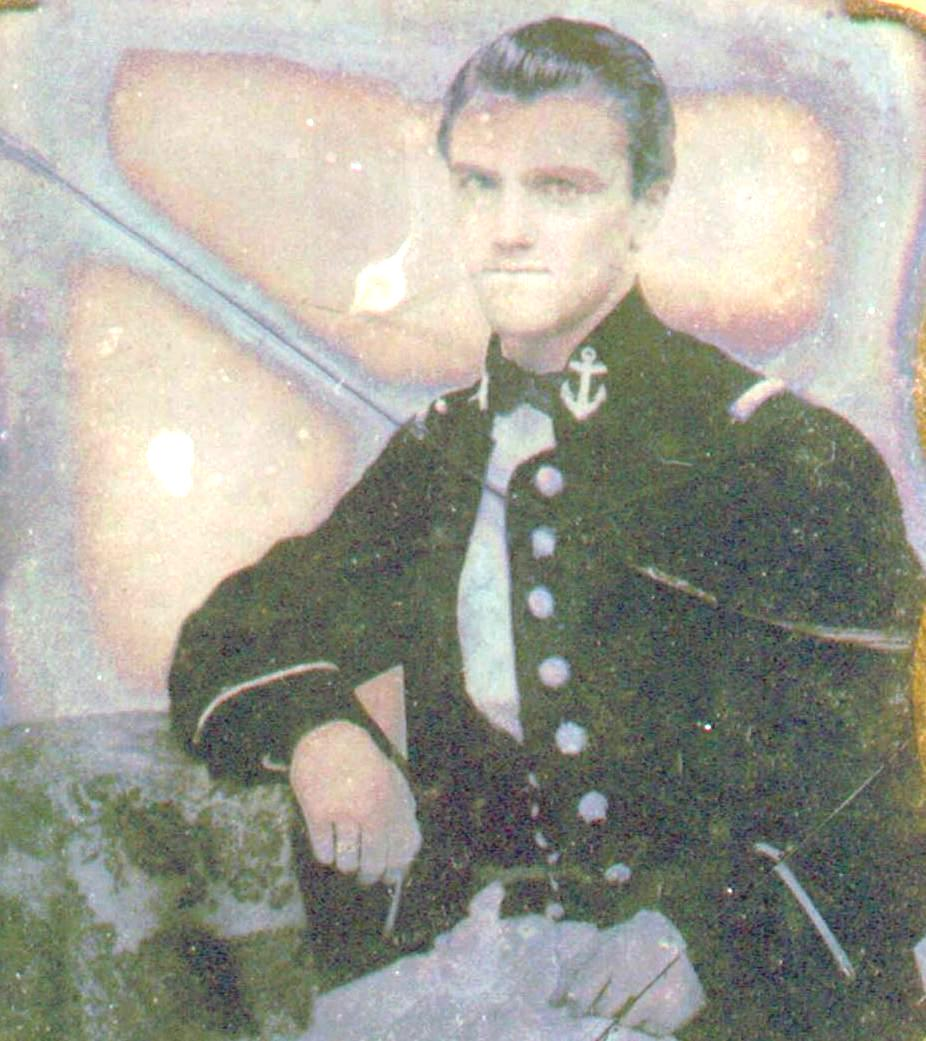
Jan Christian Coops (1838-1906), officier van administratie eerste klasse, nam deel aan het bombardement van Shimonoseki en aan de expeditie naar de noordoostkust van Sumatra
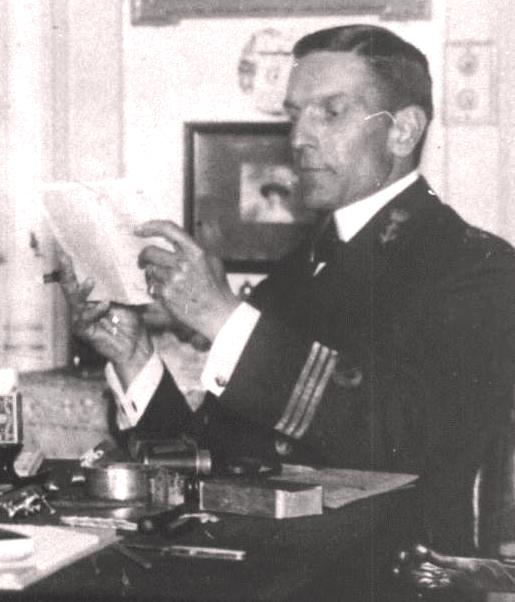
Peter Constant Coops (1870-1936), kapitein-ter-zee
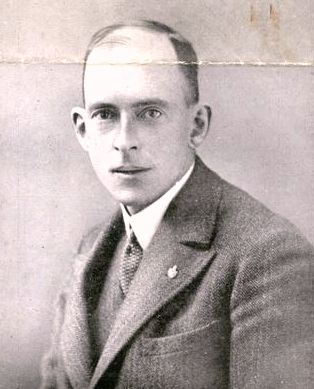
Johan Adriaan Herman Coops (1894-1937), advocaat en lid van de Tweede Kamer
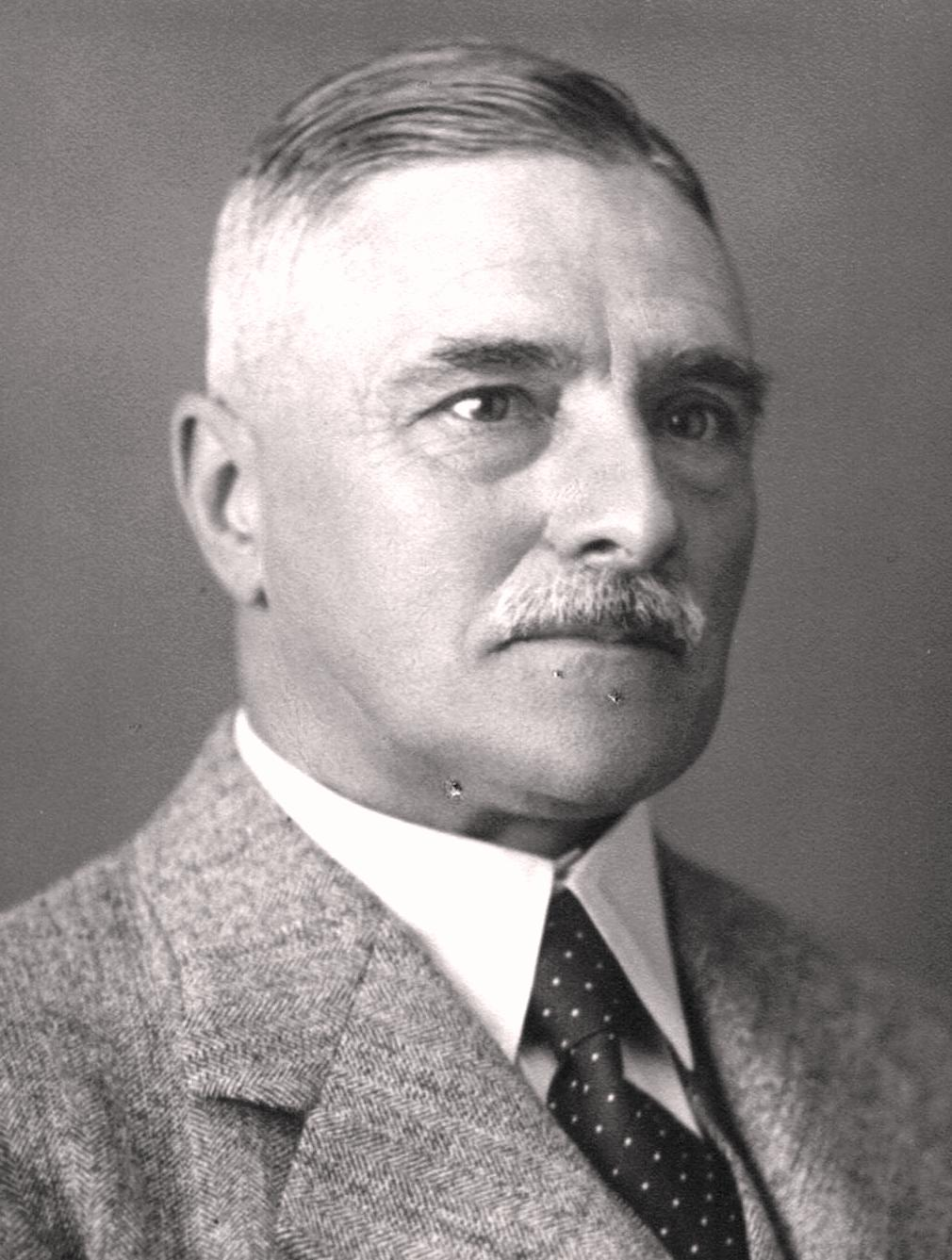
Jacobus Pieter Coops (1875-1957), advocaat, lid van de Provinciale Staten